# Иглбергер, Лоуренс
Ло́ренс Си́дни И́глбергер (англ. Lawrence Sidney Eagleburger, 1 августа 1930, Милуоки — 4 июня 2011, Шарлотсвилл) — американский государственный деятель и дипломат, занимавший пост государственного секретаря США в администрации президента Джорджа Буша-старшего.

## Биография
Окончил среднюю школу в Стеванс Пойнте, затем учился в Висконсинском университете в Мадисоне (бакалавр, магистр). В 1957 году поступил на дипломатическую службу США, где работал на различных постах. В 1957—1959 годах работал в посольстве США в Гондурасе. С 1961 по 1965 год — сотрудник американского посольства в Белграде. В 1969—1971 годах работал в администрации Никсона в качестве помощника советника президента по национальной безопасности Генри Киссинджера. Затем занимал должность советника в миссии США при НАТО в Брюсселе. В 1971—1973 годах — заместитель заместителя министра обороны США, в 1973 году — заместитель помощника президента США по национальной безопасности; в 1973—1977 годах — помощник госсекретаря. После отставки Никсона ненадолго оставил госслужбу, но вскоре был назначен Джимми Картером послом в Югославии. На этом посту находился с 1977 по 1980 год. Позже был назначен Рейганом младшим заместителем госсекретаря США по политическим делам (третья по старшинству позиция в Государственном департаменте), занимал этот пост несколько лет. В 1989 году Буш назначил его заместителем государственного секретаря США (вторая по старшинству позиция); он также был главным президентским советником по делам Югославии (распадающейся на тот момент). В период работы советником президента по Югославии с 1989 по 1992 год считался сторонником сербов. 23 августа 1992 года госсекретарь Джеймс Бейкер ушел в отставку, чтобы возглавить кампанию по переизбранию Буша, и Иглбергер занял пост государственного секретаря США, на котором находился до 20 января 1993 года.
25 сентября 2007 года вместе с несколькими другими госсекретарями США в отставке подписал письмо, призывающее Конгресс США не принимать резолюцию 106 о геноциде армян.